# Campeonato Sul-Mato-Grossense de Futebol de 2014
O Campeonato Sul-Mato-Grossense de 2014 foi a trigésima sexta edição desta competição futebolística organizada pela Federação de Futebol de Mato Grosso do Sul.
O título desta edição ficou com o CENE, que conquistou o campeonato após vencer o Águia Negra na decisão pelo placar agregado de 3–2. Este foi o sexto título do CENE na história da competição, que também garantiu ao clube o direito de disputar a Copa do Brasil de 2015 e a Série D de 2014.
Por outro lado, o rebaixamento para a Série B começou a ser definido na décima segunda rodada, quando o URSO perdeu para o Ubiratan. Já o Itaporã foi o segundo clube rebaixado ao perder para o Águia Negra na décima terceira rodada. Os dois últimos clubes a serem rebaixados foram Aquidauanense e Maracaju.

## Formato e participantes
O regulamento do Campeonato Sul-Mato-Grossense de 2014 permaneceu semelhante ao do ano anterior: numa primeira fase, as agremiações foram divididas em dois grupos, pelos quais disputaram jogos de turno e returno contra os adversários do próprio chaveamento. Os quatro melhores de cada grupo classificaram-se para as quartas de final, disputadas em partidas eliminatórias com os vencedores dos confrontos avançando até a final. Os catorze participantes dessa edição foram:
- Águia Negra
- Aquidauanense
- CENE
- Comercial
- Costa Rica
- Itaporã
- Ivinhema
- Maracaju
- Misto
- Naviraiense
- Novoperário
- Sete de Dourados
- Ubiratan
- URSO

## Resultados
Os resultados das partidas da competição estão apresentados nos chaveamentos abaixo. A primeira fase foi disputada por pontos corridos, com os seguintes critérios de desempates sendo adotados em caso de igualdades: número de vitórias, saldo de gols, número de gols marcados, confronto direto entre duas equipes e, caso necessário, a realização duma partida de desempate. Por outro lado, as fases eliminatórias consistiram de partidas de ida e volta, as equipes mandantes da primeira partida estão destacadas em itálico e as vencedoras do confronto, em negrito. Conforme preestabelecido no regulamento, o resultado agregado das duas partidas definiram quem avançou à final, que foi disputada por CENE e Águia Negra e vencida pela primeira equipe, que se tornou campeã da edição.

### Fases finais
|  | Quartas de final | Quartas de final | Quartas de final | Quartas de final |   |             | Semifinais       | Semifinais       | Semifinais       | Semifinais       |  |             | Final           | Final           | Final           | Final           |  |  |
|  | 16 e 19 de março | 16 e 19 de março | 16 e 19 de março | 16 e 19 de março |   |             | 23 e 30 de março | 23 e 30 de março | 23 e 30 de março | 23 e 30 de março |  |             | 6 e 13 de abril | 6 e 13 de abril | 6 e 13 de abril | 6 e 13 de abril |  |  |
|  |                  |                  |                  |                  |   |             |                  |                  |                  |                  |  |             |                 |                 |                 |                 |  |  |
|  | Ivinhema         | 2                | 1                | 3                |   |             |                  |                  |                  |                  |  |             |                 |                 |                 |                 |  |  |
|  | Costa Rica       | 1                | 0                | 1                |   |             |                  |                  |                  |                  |  |             |                 |                 |                 |                 |  |  |
|  | Costa Rica       | 1                | 0                | 1                |   | Ivinhema    | 0                | 0                | 0                |                  |  |             |                 |                 |                 |                 |  |  |
|  |                  |                  |                  |                  |   | Ivinhema    | 0                | 0                | 0                |                  |  |             |                 |                 |                 |                 |  |  |
|  |                  | Águia Negra (mc) | 0                | 0                | 0 |             |                  |                  |                  |                  |  |             |                 |                 |                 |                 |  |  |
|  | Novoperário      | Águia Negra (mc) | 0                | 0                | 0 | 0           | 0                | 0                |                  |                  |  |             |                 |                 |                 |                 |  |  |
|  | Novoperário      |                  |                  |                  |   | 0           | 0                | 0                |                  |                  |  |             |                 |                 |                 |                 |  |  |
|  | Águia Negra      | 2                | 2                | 4                |   |             |                  |                  |                  |                  |  |             |                 |                 |                 |                 |  |  |
|  | Águia Negra      | 2                | 2                | 4                |   |             |                  |                  |                  |                  |  | Águia Negra | 2               | 0               | 2               |                 |  |  |
|  |                  |                  |                  |                  |   |             |                  |                  |                  |                  |  | Águia Negra | 2               | 0               | 2               |                 |  |  |
|  |                  | CENE             | 1                | 2                | 3 |             |                  |                  |                  |                  |  |             |                 |                 |                 |                 |  |  |
|  | Misto            | CENE             | 1                | 2                | 3 | 1           | 2                | 3                |                  |                  |  |             |                 |                 |                 |                 |  |  |
|  | Misto            |                  |                  |                  |   | 1           | 2                | 3                |                  |                  |  |             |                 |                 |                 |                 |  |  |
|  | Naviraiense (mc) | 1                | 2                | 3                |   |             |                  |                  |                  |                  |  |             |                 |                 |                 |                 |  |  |
|  | Naviraiense (mc) | 1                | 2                | 3                |   | Naviraiense | 0                | 2                | 2                |                  |  |             |                 |                 |                 |                 |  |  |
|  |                  |                  |                  |                  |   | Naviraiense | 0                | 2                | 2                |                  |  |             |                 |                 |                 |                 |  |  |
|  |                  | CENE             | 1                | 3                | 4 |             |                  |                  |                  |                  |  |             |                 |                 |                 |                 |  |  |
|  | Ubiratan         | CENE             | 1                | 3                | 4 | 0           | 0                | 0                |                  |                  |  |             |                 |                 |                 |                 |  |  |
|  | Ubiratan         |                  |                  |                  |   | 0           | 0                | 0                |                  |                  |  |             |                 |                 |                 |                 |  |  |
|  | CENE             | 3                | 2                | 5                |   |             |                  |                  |                  |                  |  |             |                 |                 |                 |                 |  |  |